# Guillaume IV de Provence
Guillaume/Guilhem de Provence, né avant 1013 et mort vers 1030, est comte indivis de Provence de 1018/19 à sa mort, issue d'une branche cadette de la dynastie comtale de Provence.
Bien que succédant à son père, il est numéroté quatrième ou cinquième, selon les auteurs, car le comté de Provence est possédé, à cette époque, en indivision entre deux branches de la première maison comtale de Provence, et que le numéro [III/IV] est porté par Guillaume, issu de la branche aînée et qui a succédé à son père, Rotboald II.

## Biographie

### Origines
Guillaume ou Guilhem naît avant 1013. Il est mentionné pour la première fois à cette date dans une charte d'une donation à l'abbaye de Saint-Victor de Marseille.
Il est le fils de Guillaume/Guilhem [II/III] († 1019), comte de Provence, et de Gerberge/Gerberga [de Bourgogne] († v. 1020/23),, fille d'Otte-Guillaume, comte de Bourgogne et d'Ermentrude,.
Il a deux frères cadets, l'aîné Foulques Bertrand († v. 1050/1054) et Geoffroi/Jauffre († v. 1060/1062),,. Les trois frères sont mentionnés dans un acte de 1018 aux côtés de leur grand-mère, la comtesse Adélaïde d'Anjou († 1026), et leur mère, la comtesse Gerberge.

### Comte de Provence
Son père, Guillaume/Guilhem [II/III], meurt le 4 mars 1019 (Manteyer donnait « 1018, après le 30 mai »), lors de la révolte de Pons de Fos, qui contrôle notamment « l’étang de Berre, ses salins et ses pêcheries »,,. À la suite de la mort du jeune comte, la période est marquée par la révolte de plusieurs seigneurs qui pillent notamment les terres données par les comtes à Cluny,. La mère du comte, Adélaïde, et son épouse, Gerberge, tentent de maintenir le contrôle sur la Provence. Adélaïde fait appel à son fils Guillaume III /Guilhem Taillefer, comte de Toulouse, qui intervient en 1021. La Provence est plus ou moins pacifiée vers 1023. Entre temps, les Fos occupent de nouveau leurs anciennes possessions.
Guillaume/Guilhem semble succéder à son père vers 1018, plus propablement l'année suivante,.

### Mort et succession
Il meurt jeune, sans postérité, avant 1030, car une donation de ses deux frères faite à cette date ne le mentionne pas.
Le comté est dirigé par son cousin, issu de la branche aînée de Provence, Guillaume III, ainsi que pour moitié par ses frères cadets Foulques Bertrand († v. 1050/1054) et Geoffroi/Jauffre († v. 1060/1062),.